# Вуде Аялев
Вуде Аялев Йимер — эфиопская легкоатлетка, которая специализируется в беге на длинные дистанции. 
Выступления на международных соревнованиях начала в 2006 году. Заняла 5-е место на чемпионате мира по кроссу 2006 года и в этом же году на чемпионате мира среди юниоров заняла 5-е место в беге на 5000 метров. Серебряная призёрка Всеафриканских игр 2011 года и бронзовая призёрка чемпионата мира 2009 года на дистанции 10 000 метров. Победительница мемориала Ханцековича 2009 года в беге на 3000 метров. Победительница кроссового пробега Cross Internacional Juan Muguerza 2012 года.
На полумарафоне Дели в 2009 году заняла 2-е место с результатом 1:07.58 и 3-е место в 2010 году — 1:08.36.

## Биография
У неё есть 6 братьев и сестёр. Её младшая сестра Хивот Аялев также легкоатлетка.